# AI vs. 教科書が読めない子どもたち
『AI vs. 教科書が読めない子どもたち』（AI vs. きょうかしょがよめないこどもたち）は、新井紀子の著書。

## 概要
2018年2月、東洋経済新報社から出版。東ロボくんのプロジェクトディレクターとしても知られる著者が現時点での研究成果を紹介しつつ、その分析からAI時代の教育や人材育成はどうあるべきかを提言する。
2018年5月、第66回日本エッセイスト・クラブ賞を受賞。
2018年9月、第39回石橋湛山賞を受賞。
2018年11月、第27回山本七平賞を受賞。
2019年5月、ビジネス書大賞2019を受賞。